# RAW (format d'image)

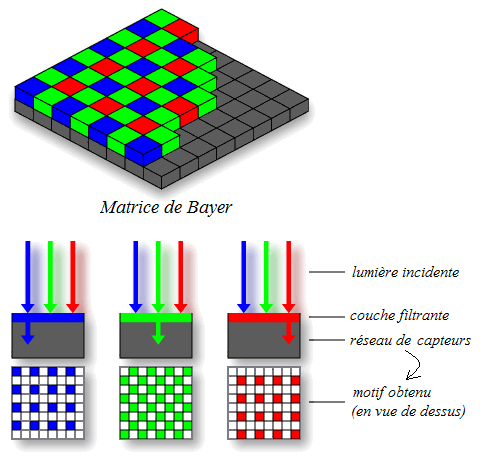
Fonctionnement de la matrice de Bayer.

Pour les articles homonymes, voir RAW.
Raw est la désignation générique d'un type de fichier d'images numériques issues d’appareils photo numériques ou de scanners. Un fichier Raw contient les  données brutes du capteur et les paramètres nécessaires à la transformation en fichier image visible sur écran. Le fichier est plus volumineux que celui au format JPEG, servant le plus souvent à la communication des images, mais il n'a pas subi de transformations irréversibles, ce qui permet de retravailler sans dommage.
Les données brutes dépendent du capteur photographique et des circuits associés. Chaque constructeur adapte le format de données au matériel qu'il produit. Il en existe plusieurs dizaines, articulés souvent autour du format TIFF/EP et, pour les métadonnées, d'EXIF.

## Étymologie et caractéristiques des fichiers
Ce terme provient de l'anglais « raw » qui signifie « brut » :  « brut de capteur ». Le fichier contient les données enregistrées par le capteur et les métadonnées qui permettent d'en tirer une image.

### De l'appareil photo à l'image
La plupart des appareils photographiques bas de gamme traitent les données du capteur immédiatement après la prise de vue pour enregistrer et ne fournissent à l'utilisateur qu'un fichier dans un format lisible sur tout type de terminal et sur les navigateurs internet, généralement JPEG. Ce traitement implique des paramètres liés à l'appareil, comme la disposition du capteur, la correction géométrique des distorsions de l'objectif, et autres. D'autres paramètres correspondent à des choix habituels des utilisateurs : la balance des blancs, l'équilibre des couleurs et le contraste. Une troisième série correspond au terminal de visualisation. La colorimétrie des filtres du capteur n'est pas celle des couleurs primaires des écrans ; les éléments de capteur produisent des grandeurs proportionnelles à leur éclairement lumineux, alors que la valeur des pixels a un gamma plus en rapport avec la luminosité perçue, quantifiée sur 8 bits. Cette image bitmap, correspondant à celle qu'on voit sur un écran, est ensuite comprimée en abandonnant une quantité de données correspondant à des caractères de l'image invisibles ou négligeables.
Si l'utilisateur n'est pas satisfait de ce résultat et qu'il désire retoucher l'image, ne serait-ce qu'en la rognant ou en modifiant l'équilibre des couleurs, il est largement préférable de reprendre le traitement à partir des données du capteur, plutôt que de les reconstituer en accumulant les erreurs de quantification et les interpolations. Les informations éliminées pour permettre la compression de l'image peuvent devenir visibles sous la forme d'artéfacts dans l'image retouchée.
Tous les appareils à usage professionnel et de plus en plus d'autres proposent de conserver le format natif qui donne au photographe plus de liberté dans le traitement. Ce format natif diffère d'un constructeur à l'autre. En général, le fichier a également subi une compression sans perte, définie par le constructeur. Un fichier Raw n'est pas visualisable directement par la plupart des systèmes informatiques.
Un ordinateur de bureau ou une station de travail peuvent utiliser une puissance de calcul supérieure, et moins limitée par le temps de traitement et la consommation de la batterie que sur un appareil photographique, et obtenir, à partir des mêmes paramètres, une qualité (marginalement) supérieure ; ils autorisent surtout l'utilisateur à intervenir sur l'image avant le traitement définitif.

### Contenu du fichier
Les fichiers Raw contiennent nécessairement l'information pour produire une image visible en plus des données brutes du capteur.
- les métadonnées du capteur photographique nécessaires pour interpréter les données image. Elles incluent la taille du capteur, son profil de couleur et la disposition de ses filtres de couleur ;
- les métadonnées de contexte utiles pour l'inclusion dans un système quelconque de gestion du contenu ou une base de données : les réglages d'exposition, le modèle d'appareil, la date (et, en option, l'endroit) de la prise de vue, les informations sur l'auteur, etc. ; ces métadonnées peuvent être incluses dans une section au format EXIF ;
- une vignette de l'image ;
- en option, une image réduite au format JPEG qui permet une prévisualisation rapide ;
- des informations spécifiques dans le cas de numérisation de films de cinéma ;
- les réglages effectués par l'utilisateur ou par les automatismes au moment de la prise de vue ;
- les données du capteur.

Les données qui ne dépendent que de l'appareil de prise de vue, comme la disposition et la réponse spectrale des capteurs ou les corrections des distorsions optiques, pourraient ne figurer que dans le logiciel de traitement que propose le constructeur. Cette option « fermée » ne diminue que marginalement la taille des fichiers, mais dissimule les solutions techniques particulières du fabricant. Elle compromet la pérennité des documents, qui dépend de la possibilité d'exploiter les données avec les logiciels appropriés. Cette préoccupation a poussé des entreprises à rechercher, sous la supervision de l'ISO, une norme sur les fichiers issus d'appareils photographiques.

### TIFF/EP
L'ISO a défini dès 2001 le format TIFF/EP ou TIFF-EP en liaison avec Adobe et avec les fabricants d'appareils de prise de vues photographique, qui détiennent des brevets sur un certain nombre de ses spécifications. C'est un sous-ensemble du format TIFF (Tagged Image File Format, « Format de fichier d'images à balises ») qui est lui-même un sous-ensemble du format RIFF (Resource Interchange File Format, « Format de fichier d'échange de resources »). Ces formats organisent des informations en paquets commençant par une balise de 2 octets suivis des données, jusqu'à la fin du bloc. TIFF/EP utilise les balises et la structure héritées de TIFF et de RIFF, et définit en plus des balises et des formats pour toutes les données obligatoires, qui sont des paramètres communs à toute image issue de la photographie électronique. Ces paramètres sont aussi compatibles que possible avec la définition des champs EXIF. Ils comprennent les éléments en principe suffisants pour la reconstruction des images à partir des données des de capteurs et une image ou vignette de prévisualisation, dans un format commun qui peut être jpeg.
La définition de TIFF/EP laisse une grande latitude aux constructeurs pour créer les champs balise-données qui seraient utiles à des nouveaux dispositifs ou procédés. Elle n'inclut pas la description rigoureuse des données du capteur. Par exemple, la courbe de sensibilité des capteurs, assez variable selon les circuits, n'est pas un paramètre obligatoire.

## Objet du format

### Modifier l'image
Les réglages classiques en JPEG sont différés et leur contenu est enregistré dans le fichier, ce qui donne moins de travail au photographe. Mais le Raw présente de nombreux avantages par rapport à JPEG.
- Meilleure qualité d'image. Tous les calculs utilisés pour créer les valeurs des pixels sont effectués en une seule fois sur les données de base, ce qui a pour conséquence une meilleure précision et moins de postérisation.
- Contournement des étapes non désirées, comme l'accentuation et la réduction du bruit numérique.
- Fichiers compressés sans pertes (voir Compression d'image).
- Meilleure maîtrise du processus. Le logiciel de conversion Raw permet de manipuler plus de paramètres avec plus de souplesse. Par exemple, l'illuminant, qui détermine en principe la balance des blancs, peut être fixé à n'importe quelle valeur et non préréglé à des valeurs discrètes peu nombreuses comme « lumière du jour » ou « incandescent » et ajusté pour les hautes, moyennes et basses lumières.
- L'espace de couleur peut être choisi arbitrairement.
- Divers algorithmes de dématriçage peuvent être utilisés.
- Des transformations importantes des données, comme l'augmentation de l'exposition d'une photo sous-exposée de manière significative, créent moins d'artefacts tels que la postérisation.

Dans les fichiers Raw, l'information sur la luminosité est codée avec une valeur proportionnelle au flux lumineux reçu par chaque élément. Dans la plupart des cas, chaque élément ne donne la valeur que pour une couleur. Dans tous les formats d'image affichable, chaque pixel contient 24 bits, huit pour chaque couleur primaire, avec en général la correction gamma de la norme sRGB, de sorte que la différence entre deux valeurs consécutives soit imperceptible. L'écart entre ces valeurs est plus grand dans les lumières que dans les ombres. Si la valeur maximale sRGB, 0xFF, correspond à une valeur linéaire de 1 000 unités de luminance, l'écart avec la valeur sRGB immédiatement inférieure, 0xFE, est de 9 unités, tandis que la première valeur au dessus de 0, 0x01, correspond à 0,3 unité. Il faut environ 3 300 échelons régulièrement espacés pour obtenir un pas de quantification comparable à celui des écrans aussi bien dans les ombres que dans les hautes lumières. Dans les fichiers Raw, elle est codée sur 12 ou 14 bits, soit 4096 ou 16384 valeurs.
Pour corriger l'exposition, il faut multiplier les valeurs linéaires par un nombre. Ces valeurs sont dans le fichier Raw ; dans l'image affichable, l'écart imperceptible entre des valeurs de moyenne ou haute lumières peut devenir visible, si on le multiplie par un coefficient. L'augmentation du contraste, que les appareils photo effectuent souvent pour améliorer l'apparence de l'image, amplifie cet effet.
Pour réduire la taille des fichiers et les rendre facilement archivables et transmissibles, le format JPEG utilise des procédés d'ajustement à la perception humaine bien plus élaborés. Ils réduisent irréversiblement l'information de couleur, et découpent l'image en pavés de 8 par 8 pixels, qui apparaissent si on tente des corrections extrêmes. Mais même si un fichier image PPM ou TIFF est plus volumineux que le fichier Raw (24 bits par pixel sans compression au lieu de 12 ou 14, avec compression sans perte), il contient moins d'information, parce qu'une bonne partie de ses données est interpolée, avant que la correction gamma n'en élimine une partie.

Les fichiers Raw sont préférables dès lors qu'on désire modifier l'image.
Le fichier Raw permet de préparer une impression de qualité, utilisant le profil ICC, et de travailler dans l'espace de couleurs Adobe RGB, d'un gamut plus étendu.

### Conserver les archives
Si un procédé de conversion vient à remplacer JPEG comme format de diffusion, ou si de nouveaux terminaux ont un gamut plus étendu que les actuels, le format Raw permettra de profiter au mieux de cette évolution, en remontant aux données d'origine.

## Exploitation des fichiers Raw
Le fichier Raw est en quelque sorte « en attente de développement » dans la mesure où il n'a subi aucun traitement d'image définitif, sauf, dans la plupart des formats Raw, pour produire une imagette. C'est le format le plus utilisé par les photographes professionnels, car il leur donne une entière maîtrise sur leurs images en leur permettant d'effectuer ces traitements par eux-mêmes[réf. souhaitée].
Les constructeurs des appareils photographiques numériques utilisent des formats adaptés à leur matériel et diffusent les logiciels nécessaires pour convertir leurs fichiers en images exploitables ; d'autres applications utilisent des bibliothèques d'extensions pour traiter chaque format.
Le format propriétaire rend difficile leur décodage par un informaticien qui ne dispose pas d'informations du constructeur. Les développeurs de logiciels Raw libres ou gratuits recourent dans ce cas à des techniques complexes de rétro-ingénierie[réf. souhaitée].

### Principales extensions des fichiers Raw
| Extension      | Fabricant  |
| -------------- | ---------- |
| .3fr           | Hasselblad |
| .arw           | Sony       |
| .crw .cr2 .cr3 | Canon      |
| .dng           | Adobe      |
| .kdc           | Kodak      |
| .mrw           | Minolta    |
| .nef .nrw      | Nikon      |
| .orf           | Olympus    |
| .ptx .pef      | Pentax     |
| .raf           | Fuji       |
| .R3D           | RED        |
| .rw2           | Panasonic  |
| .srw           | Samsung    |
| .x3f           | Sigma      |

Le format propriétaire des fichiers Raw n'est pas pour l'immédiat un gros problème pour l'utilisateur d'un système d'exploitation commercial, comme Microsoft Windows ou MacOS. Cependant, la pérennité de ces logiciels ne peut être garantie, au fil des mises à jour des systèmes d'exploitation. Concernant les systèmes d'exploitation libres comme Linux, les constructeurs ne fournissent pas ce genre de logiciel mais existe des alternatives, comme Darktable, LightZone, RawTherapee et UFRaw.
Afin de pallier les inconvénients de la multiplicité des formats Raw propriétaires, Adobe Systems a proposé le DNG.

### Le format Digital Negative (DNG)
Adobe Systems a présenté le format Digital Negative (DNG) le 27 septembre 2004 comme un format de fichier Raw ouvert destiné à exploiter, de façon transparente pour l'utilisateur, les nombreux formats Raw.
Quelques fabricants de matériel photo comme Hasselblad, Leica, Ricoh, Pentax ou Samsung proposent des appareils compatibles avec ce format de manière native. Des logiciels permettent de convertir au format DNG des fichiers Raw propriétaires, assurant ainsi la pérennité de la conservation.

### Traiter ces fichiers sans le logiciel du constructeur
Apple prend en charge certains formats Raw de façon native dans son système d'exploitation OS X avec Aperçu et iPhoto, et propose régulièrement des mises à jour permettant d'étendre la compatibilité avec le format Raw à de nouveaux appareils photo. Microsoft a intégré le format Raw dans Windows à partir de Windows Vista.
Le freeware Konvertor ou les logiciels commerciaux, Adobe Camera Raw, Adobe Photoshop CS, Adobe Photoshop Lightroom, Apple Aperture, Bibble, SilverFast, Silkypix Developer Studio et Capture One lisent les fichiers Raw.
Les logiciels libres, gratuits et multiplateforme (OS X - Windows - Linux) comme Darktable, LightZone, RawTherapee et DigiKam
Depuis 1997, le logiciel dcraw écrit en langage C par Dave Coffin permet de lire les fichiers Raw de plus d'une centaine de modèles d'appareils photo, sans nécessiter l'emploi d'un système d'exploitation particulier. Il s'agit d'un logiciel utilisable en ligne de commande. Ce programme est diffusé comme logiciel libre, la portion de code source destinée au traitement des fichiers X3F (boîtiers Sigma utilisant un capteur tri-couche de marque Foveon) est sous licence GPL. dcraw a été porté en JavaScript (via le compilateur Emscripten), et une démonstration est disponible, sur le site du développeur.
Le logiciel multiplate-forme UFRaw utilise quant à lui dcraw pour lire les fichiers Raw. Il peut être utilisé comme plugin du logiciel de traitement d'image GIMP ou indépendamment.
Le logiciel DxO PhotoLab permet de traiter un grand nombre de fichiers RAW de façon automatique, et propose régulièrement des 'optics modules' qui correspondent aux profils de nouveaux appareils photo.